# Walter Bandeira
Walter Bandeira (Belém, 31 augustus 1941 - 2 juni 2009) was een Braziliaans zanger en acteur.
Bandeira begon zijn carrière als artiest tijdens de periode van de Braziliaanse dictatuur in de jaren 1960. In 1967/1968 begon hij met zingen in de nachtclub "Tic Tac" en begeleidde hij verschillende beginnende zangers in hun carrière. In de jaren 1970 werd hij de crooner van Alvaro Ribeiro en Guilhermo Coutinho. Hij verkreeg bekendheid in het nachtleven van Pará met zijn groep Gema die in de bar "Maracaibo" optrad. Zijn ambities gingen echter verder dan Belém en hij trok ook naar andere steden.
Als zanger werd Bandeira bekend als de "stem van Pará". Hij was tevens bekend door zijn medewerking aan publiciteitsspots en speelde ook mee in een aantal speelfilms. De laatste jaren was hij ook docent stem en dictie aan de school voor kunst en dans. Bandeira overleed in juni 2009 aan slokdarmkanker.